# Debercsény
Debercsény là một thị trấn thuộc hạt Nógrád, Hungary. Thị trấn này có diện tích 5,43 km², dân số năm 2010 là 75 người, mật độ 14 người/km².